# (9633) Cotur
(9633) Cotur est un astéroïde de la ceinture principale.

## Description
(9633) Cotur est un astéroïde de la ceinture principale. Il fut découvert le 20 octobre 1993 à La Silla par Eric Walter Elst. Il présente une orbite caractérisée par un demi-grand axe de 3,04 UA, une excentricité de 0,13 et une inclinaison de 10,5° par rapport à l'écliptique.

## Compléments